# عقوبة الإعدام في جنوب إفريقيا
ألغيت عقوبة الإعدام في جنوب أفريقيا في 6 يونيو 1995 بقرار المحكمة الدستورية في قضية إس في ماكوانياني، وذلك بعد وقف تنفيذه لمدة خمس سنوات وأربعة أشهر منذ فبراير 1990.

## توصيف
كانت الطريقة المعتادة لتنفيذ عمليات الإعدام هي الشنق، كما أنها كانت أحيانا تنفّذ على عدّة مدانين في نفس الوقت. وفي عام 1935، ألغيت عقوبة الإعدام الإلزامية لتهمة القتل. وفي الوقت نفسه، شهدت العدالة الجنائية زيادة في ازدراء أغلبية الجماعات غير البيض، التي تمثل الغالبية العظمى من المتهمين والمدانين في قضايا الإعدام. وقد تم الإبقاء على عقوبة الإعدام شنقًا عقب بيان إعلان الجمهورية في عام 1961، وفي الوقت نفسه تقريبًا، شهدت جنوب أفريقيا انتقادات دوليّة مُتزايدة لما تقوم به من عمليات إعدام سياسية متعمدة لنشطاء مناهضين للفصل العنصري أدينوا بجرائم عنف، أغلبيتهم من السود، ولكن في بعض حالات كانوا من البيض، مثل فريدريك جون هاريس في عام 1965.
وشهدت الثمانينات زيادة سريعة في عدد عمليات الإعدام؛ 164 في عام 1987 وحده (وهو رقم رسمي، وأعلى من أي بلد آخر، بما في ذلك جمهورية الصين الشعبية وإيران). ومنذ عام 1959، نفذت حكومة جنوب أفريقيا بشكل رسميٍّ 2949 حالة إعدام تضمنت 14 امرأة، و1123 حالة منها كانت بعقد الثمانينيات. لم يكن هناك سوى 3 أشخاص بيض من بين أكثر من مئة من سكان جنوب أفريقيا الذين أعدموا في عام 1988، ورغم الإحصاءات المقيتة، فإنه لم يتم تنفيذ كل حالات الإعدام؛ من بين 83 من السود في جنوب إفريقيا الذين أدينوا بقتل بيض بين يونيو 1982 ويونيو 1983 تم إعدام 38 شخصًا منهم فقط، كما تم إعدام شخص أبيض أدين بقتل أبيض آخر (من أصل 52)، كما نُفذّت عمليات إعدامٍ في سجن بريتوريا المركزي؛ واحتجز السجناء المدانون في قسم من السجن يدعى «الوعاء».
آخر عملية إعدام نفذتها حكومة جنوب أفريقيا كانت عملية إعدام سولومون نغوبني في نوفمبر 1989 وآخر امرأة أُعدمت هي ساندرا سميث في 2 يونيو من نفس العام مع صديقها ياسيم هاريس، في جميع الحالات التي أعقبها إدانة بالقتل. وفي فبراير 1990م، أعلن الرئيس دي كليرك وقفا التنفيذ لعمليات الإعدام، إلا أنه تم تنفيذ عمليتي إعدام في مواطن مستقلة اسميًّا في بوبوتاسوانا وفيندا في عام 1990 و 1991 على التوالي.
وبالرغم من إلغاء عقوبة الإعدام في عام 1995، تشيرُ استطلاعات الرأي إلى تأييد عام كبير لإعادة تطبيق عقوبة الإعدام، فقد أظهر استطلاعٌ للرأي أجري في عام 2014 في جنوب أفريقيا أن 76 بالمئة من جيل الألفية في جنوب أفريقيا يؤيدون إعادة تطبيق عقوبة الإعدام. 

## الوضع الحالي
هناك عدد من الأحزاب في جنوب إفريقيا تدعم حاليًا إعادة عقوبة الإعدام، وهم: الحزب الوطني في جنوب إفريقيا، والحزب الديمقراطي المسيحي الإفريقي، وحركة التحول الأفريقية والحزب الوطني المحافظ في جنوب إفريقيا.
شهد عام 2018 دعوات متزايدة لإعادة عقوبة الإعدام. في 20 يوليو، صرح حزب الحرية انكاثا  أن الوقت قد حان لمناقشة إمكانية إعادة عقوبة الإعدام في جنوب أفريقيا، وفي 8 أغسطس دعا حزب الحرية الوطني إلى استعادة عقوبة الإعدام في جنوب أفريقيا بعد وفاة خنساني ماسيكو، في دعوة مماثلة لدعوة حزب الحرية إنكاثا قبل أسابيع.